# Екстракляса з футболу
Екстракляса з футболу (пол. Ekstraklasa w piłce nożnej) — найвища футбольна ліга в Польщі, заснована 4 грудня 1926 року. У 1927–1939 рр. мала назву Ліга (пол. Liga), а у 1948–2008 рр. І ліга (пол. I liga).

## Історія
З 1927 року переможець ліги отримує титул чемпіона Польщі. Але у сезоні 1951 р. чемпіоном Польщі став не переможець ліги («Вісла» (Краків)), а володар Кубку Польщі («Рух» (Хожув)). У 1920–1926 рр., 1946–1947 рр. чемпіон Польщі визначався кубковою системою — під час фінального турніру Чемпіонату Польщі серед переможців регіональних змагань (класу A), які були організовані у всіх футбольних округах місцевими Окружними Футбольними Союзами (пол. Okręgowe Związki Piłki Nożnej).
У змаганнях ліги беруть участь 16 команд. Сезон триває з середини липня до початку травня наступного року з зимовою перервою з початку грудня до початку березня. Наприкінці сезону команди, що посіли два останні місця, переходять класом нижче до першої ліги і, відповідно, дві найкращі команди першої ліги здобувають путівки до Екстракляси.
Екстракляса перебуває під управлінням Екстракляси СА (пол. Ekstraklasa SA), а першою і другою лігами управляє Польський Футбольний Союз (пол. Polski Związek Piłki Nożnej).

## Переможці і призери
| Сезон | Переможець                      | 2-ге місце                               | 3-тє місце                               |
| ----- | ------------------------------- | ---------------------------------------- | ---------------------------------------- |
|       |                                 |                                          |                                          |
| 1927  | «Вісла» (Краків)                | 1. ФК «Катовиці»                         | «Варта» (Познань)                        |
| 1928  | «Вісла» (Краків)                | «Варта» (Познань)                        | «Легія» (Варшава)                        |
| 1929  | «Варта» (Познань)               | «Гарбарня» (Краків)                      | «Вісла» (Краків)                         |
| 1930  | «Краковія» (Краків)             | «Вісла» (Краків)                         | «Легія» (Варшава)                        |
| 1931  | «Гарбарня» (Краків)             | «Вісла» (Краків)                         | «Легія» (Варшава)                        |
| 1932  | «Краковія» (Краків)             | «Погонь» (Львів)                         | «Варта» (Познань)                        |
| 1933  | «Рух» (Хожув)                   | «Погонь» (Львів)                         | «Вісла» (Краків)                         |
| 1934  | «Рух» (Хожув)                   | «Краковія» (Краків)                      | «Вісла» (Краків)                         |
| 1935  | «Рух» (Хожув)                   | «Погонь» (Львів)                         | «Варта» (Познань)                        |
| 1936  | «Рух» (Хожув)                   | «Вісла» (Краків)                         | «Варта» (Познань)                        |
| 1937  | «Краковія» (Краків)             | АКС «Хожув»                              | «Рух» (Хожув)                            |
| 1938  | «Рух» (Хожув)                   | «Варта» (Познань)                        | «Вісла» (Краків)                         |
| 1939  | Чемпіонат Польщі не завершено   | Чемпіонат Польщі не завершено            | Чемпіонат Польщі не завершено            |
| 1940  | Чемпіонат Польщі не розігрували | Чемпіонат Польщі не розігрували          | Чемпіонат Польщі не розігрували          |
| 1941  | Чемпіонат Польщі не розігрували | Чемпіонат Польщі не розігрували          | Чемпіонат Польщі не розігрували          |
| 1942  | Чемпіонат Польщі не розігрували | Чемпіонат Польщі не розігрували          | Чемпіонат Польщі не розігрували          |
| 1943  | Чемпіонат Польщі не розігрували | Чемпіонат Польщі не розігрували          | Чемпіонат Польщі не розігрували          |
| 1944  | Чемпіонат Польщі не розігрували | Чемпіонат Польщі не розігрували          | Чемпіонат Польщі не розігрували          |
| 1945  | Чемпіонат Польщі не розігрували | Чемпіонат Польщі не розігрували          | Чемпіонат Польщі не розігрували          |
| 1946  | «Полонія» (Варшава)             | «Варта» (Познань)                        | АКС «Хожув»                              |
| 1947  | «Варта» (Познань)               | «Вісла» (Краків)                         | АКС «Хожув»                              |
| 1948  | «Краковія» (Краків)             | «Вісла» (Краків)                         | «Рух» (Хожув)                            |
| 1949  | «Вісла» (Краків)                | «Краковія» (Краків)                      | «Лех» (Познань)                          |
| 1950  | «Вісла» (Краків)                | «Рух» (Хожув)                            | «Лех» (Познань)                          |
| 1951  | «Рух» (Хожув)                   | «Вісла» (Краків)                         | АКС «Хожув» «Полонія» (Варшава)          |
| 1952  | «Рух» (Хожув)                   | «Полонія» (Битом)                        | «Краковія» (Краків)                      |
| 1953  | «Рух» (Хожув)                   | «Вавель» (Краків)                        | «Вісла» (Краків)                         |
| 1954  | «Полонія» (Битом)               | ЛКС «Лодзь»                              | «Рух» (Хожув)                            |
| 1955  | «Легія» (Варшава)               | «Заглембє» (Сосновець)                   | «Рух» (Хожув)                            |
| 1956  | «Легія» (Варшава)               | «Рух» (Хожув)                            | «Лехія» (Гданськ)                        |
| 1957  | «Гурник» (Забже)                | «Гвардія» (Варшава)                      | ЛКС «Лодзь»                              |
| 1958  | ЛКС «Лодзь»                     | «Полонія» (Битом)                        | «Гурник» (Забже)                         |
| 1959  | «Гурник» (Забже)                | «Полонія» (Битом)                        | «Гвардія» (Варшава)                      |
| 1960  | «Рух» (Хожув)                   | «Легія» (Варшава)                        | «Гурник» (Забже)                         |
| 1961  | «Гурник» (Забже)                | «Полонія» (Битом)                        | «Легія» (Варшава)                        |
| 1962  | «Полонія» (Битом)               | «Гурник» (Забже)                         | «Заглембє» (Сосновець)                   |
| 1963  | «Гурник» (Забже)                | «Рух» (Хожув)                            | «Заглембє» (Сосновець)                   |
| 1964  | «Гурник» (Забже)                | «Заглембє» (Сосновець)                   | «Одра» (Ополе)                           |
| 1965  | «Гурник» (Забже)                | «Шомберки» (Битом)                       | «Заглембє» (Сосновець)                   |
| 1966  | «Гурник» (Забже)                | «Вісла» (Краків)                         | «Полонія» (Битом)                        |
| 1967  | «Гурник» (Забже)                | «Заглембє» (Сосновець)                   | «Рух» (Хожув)                            |
| 1968  | «Рух» (Хожув)                   | «Легія» (Варшава)                        | «Гурник» (Забже)                         |
| 1969  | «Легія» (Варшава)               | «Гурник» (Забже)                         | «Полонія» (Битом)                        |
| 1970  | «Легія» (Варшава)               | «Рух» (Хожув)                            | «Гурник» (Забже)                         |
| 1971  | «Гурник» (Забже)                | «Легія» (Варшава)                        | «Заглембє» (Валбжих)                     |
| 1972  | «Гурник» (Забже)                | «Заглембє» (Сосновець)                   | «Легія» (Варшава)                        |
| 1973  | «Сталь» (Мелець)                | «Рух» (Хожув)                            | «Гвардія» (Варшава)                      |
| 1974  | «Рух» (Хожув)                   | «Гурник» (Забже)                         | «Сталь» (Мелець)                         |
| 1975  | «Рух» (Хожув)                   | «Сталь» (Мелець)                         | «Шльонськ» (Вроцлав)                     |
| 1976  | «Сталь» (Мелець)                | ГКС «Тихи»                               | «Вісла» (Краків)                         |
| 1977  | «Шльонськ» (Вроцлав)            | «Відзев» (Лодзь)                         | «Гурник» (Забже)                         |
| 1978  | «Вісла» (Краків)                | «Шльонськ» (Вроцлав)                     | «Лех» (Познань)                          |
| 1979  | «Рух» (Хожув)                   | «Відзев» (Лодзь)                         | «Сталь» (Мелець)                         |
| 1980  | «Шомберки» (Битом)              | «Відзев» (Лодзь)                         | «Шльонськ» (Вроцлав)                     |
| 1981  | «Відзев» (Лодзь)                | «Вісла» (Краків)                         | «Шомберки» (Битом)                       |
| 1982  | «Відзев» (Лодзь)                | «Шльонськ» (Вроцлав)                     | «Сталь» (Мелець)                         |
| 1983  | «Лех» (Познань)                 | «Відзев» (Лодзь)                         | «Рух» (Хожув)                            |
| 1984  | «Лех» (Познань)                 | «Відзев» (Лодзь)                         | «Погонь» (Щецін)                         |
| 1985  | «Гурник» (Забже)                | «Легія» (Варшава)                        | «Відзев» (Лодзь)                         |
| 1986  | «Гурник» (Забже)                | «Легія» (Варшава)                        | «Відзев» (Лодзь)                         |
| 1987  | «Гурник» (Забже)                | «Погонь» (Щецін)                         | ГКС «Катовиці»                           |
| 1988  | «Гурник» (Забже)                | ГКС «Катовиці»                           | «Легія» (Варшава)                        |
| 1989  | «Рух» (Хожув)                   | ГКС «Катовиці»                           | «Гурник» (Забже)                         |
| 1990  | «Лех» (Познань)                 | «Заглембє» (Любін)                       | ГКС «Катовиці»                           |
| 1991  | «Заглембє» (Любін)              | «Гурник» (Забже)                         | «Вісла» (Краків)                         |
| 1992  | «Лех» (Познань)                 | ГКС «Катовиці»                           | «Відзев» (Лодзь)                         |
| 1993  | «Лех» (Познань)                 | «Легія» (Варшава)                        | ЛКС «Лодзь»                              |
| 1994  | «Легія» (Варшава)               | ГКС «Катовиці»                           | «Гурник» (Забже)                         |
| 1995  | «Легія» (Варшава)               | «Відзев» (Лодзь)                         | ГКС «Катовиці»                           |
| 1996  | «Відзев» (Лодзь)                | «Легія» (Варшава)                        | «Гутник» (Краків)                        |
| 1997  | «Відзев» (Лодзь)                | «Легія» (Варшава)                        | «Одра» (Водзіслав-Шльонський)            |
| 1998  | ЛКС «Лодзь»                     | «Полонія» (Варшава)                      | «Вісла» (Краків)                         |
| 1999  | «Вісла» (Краків)                | «Відзев» (Лодзь)                         | «Легія» (Варшава)                        |
| 2000  | «Полонія» (Варшава)             | «Вісла» (Краків)                         | «Рух» (Хожув)                            |
| 2001  | «Вісла» (Краків)                | «Погонь» (Щецін)                         | «Легія» (Варшава)                        |
| 2002  | «Легія» (Варшава)               | «Вісла» (Краків)                         | «Аміка» (Вронкі)                         |
| 2003  | «Вісла» (Краків)                | «Дискоболія» (Гродзиськ-Великопольський) | ГКС «Катовиці»                           |
| 2004  | «Вісла» (Краків)                | «Легія» (Варшава)                        | «Аміка» (Вронкі)                         |
| 2005  | «Вісла» (Краків)                | «Дискоболія» (Гродзиськ-Великопольський) | «Легія» (Варшава)                        |
| 2006  | «Легія» (Варшава)               | «Вісла» (Краків)                         | «Заглембє» (Любін)                       |
| 2007  | «Заглембє» (Любін)              | ГКС «Белхатув»                           | «Легія» (Варшава)                        |
| 2008  | «Вісла» (Краків)                | «Легія» (Варшава)                        | «Дискоболія» (Гродзиськ-Великопольський) |
| 2009  | «Вісла» (Краків)                | «Легія» (Варшава)                        | «Лех» (Познань)                          |
| 2010  | «Лех» (Познань)                 | «Вісла» (Краків)                         | «Рух» (Хожув)                            |
| 2011  | «Вісла» (Краків)                | «Шльонськ» (Вроцлав)                     | «Легія» (Варшава)                        |
| 2012  | «Шльонськ» (Вроцлав)            | «Рух» (Хожув)                            | «Легія» (Варшава)                        |
| 2013  | «Легія» (Варшава)               | «Лех» (Познань)                          | «Шльонськ» (Вроцлав)                     |
| 2014  | «Легія» (Варшава)               | «Лех» (Познань)                          | «Рух» (Хожув)                            |
| 2015  | «Лех» (Познань)                 | «Легія» (Варшава)                        | «Ягеллонія» (Білосток)                   |
| 2016  | «Легія» (Варшава)               | «П'яст» (Глівіце)                        | «Заглембє» (Любін)                       |
| 2017  | «Легія» (Варшава)               | «Ягеллонія» (Білосток)                   | «Лех» (Познань)                          |
| 2018  | «Легія» (Варшава)               | «Ягеллонія» (Білосток)                   | «Лех» (Познань)                          |
| 2019  | «П'яст» (Глівіце)               | «Легія» (Варшава)                        | «Лехія» (Гданськ)                        |
| 2020  | «Легія» (Варшава)               | «Лех» (Познань)                          | «П'яст» (Глівіце)                        |
| 2021  | «Легія» (Варшава)               | «Ракув» (Ченстохова)                     | «Погонь» (Щецин)                         |
| 2022  | «Лех» (Познань)                 | «Ракув» (Ченстохова)                     | «Погонь» (Щецин)                         |
| 2023  | «Ракув» (Ченстохова)            | «Легія» (Варшава)                        | «Лех» (Познань)                          |
| 2024  | «Ягеллонія» (Білосток)          | «Шльонськ» (Вроцлав)                     | «Легія» (Варшава)                        |
| 2025  | «Лех» (Познань)                 | «Ракув» (Ченстохова)                     | «Ягеллонія» (Білосток)                   |

Примітки:
1. У сезоні 1927 р. — перший і єдиний раз в історії — Чемпіонат Польщі був проведений за кубковою системою (офіційно) і ліговою системою (неофіційно). Через незгоду Польського Футбольного Союзу Ліга існувала нелегально, хоча крім «Краковії» до неї належали усі знані футбольні клуби. Тільки 29 грудня 1927 — вже після закінчення змагань — з'їзд футбольних влад постановив, що титул чемпіона Польщі отримає переможець лігових змагань («Вісла» (Краків)).
2. У сезоні 1939 — через початок Другої світової війни — змагання не закінчено (перервано протягом 13-го туру), і не розігрувалися у 1940-1945 рр.
3. У сезоні 1951 — чемпіоном Польщі став не переможець екстракляси («Вісла» (Краків)), а володар Кубка Польщі («Рух» (Хожув)).
4. 21 червня 1993 — день після закінчення сезону 1992/1993 — Президіум Керівництва Польського Футбольного Союзу, шляхом голосування 5:4, відібрав перемогу у лізі в клуба «Легія» (Варшава) (підозра у підкупі у виграному 6:0 виїзному матчі проти «Вісли» (Краків) в останньому турі сезону). Після кінцевої верифікації — постановою від 10 липня 1993 — той самий орган визнав чемпіоном клуб «Лех» (Познань), а «Легію» перемістив на 2 місце у турнірній таблиці. Усі перегляди цієї справи були завершені не на користь «Легії» (останні з грудня 2004 і січня 2007).

## Статистика за історію

### Найуспішніші клуби
За всю історію проведення Чемпіонату Польщі призерами ставали 35 клубів. Лідерами класифікації є «Легія» (Варшава), яка має 15 золотих титулів.
| №.  | Клуб                                     | Місця на подіум | Місця на подіум | Місця на подіум | Переможні сезони                                                                         |
| №.  | Клуб                                     | Чемпіон         | 2-е місце       | 3-є місце       | Переможні сезони                                                                         |
| --- | ---------------------------------------- | --------------- | --------------- | --------------- | ---------------------------------------------------------------------------------------- |
| 1.  | «Легія» (Варшава)                        | 15              | 14              | 14              | 1955, 1956, 1969, 1970, 1994, 1995, 2002, 2006, 2013, 2014, 2016, 2017, 2018, 2020, 2021 |
| 2.  | «Рух» (Хожув)                            | 14              | 6               | 9               | 1933, 1934, 1935, 1936, 1938, 1951, 1952, 1953, 1960, 1968, 1974, 1975, 1979, 1989       |
| 3.  | «Гурник» (Забже)                         | 14              | 4               | 7               | 1957, 1959, 1961, 1963, 1964, 1965, 1966, 1967, 1971, 1972, 1985, 1986, 1987, 1988       |
| 4.  | «Вісла» (Краків)                         | 13              | 13              | 9               | 1927, 1928, 1949, 1950, 1978, 1999, 2001, 2003, 2004, 2005, 2008, 2009, 2011             |
| 5.  | «Лех» (Познань)                          | 9               | 3               | 7               | 1983, 1984, 1990, 1992, 1993, 2010, 2015, 2022, 2025                                     |
| 6.  | «Краковія» (Краків)                      | 5               | 2               | 2               | 1921, 1930, 1932, 1937, 1948                                                             |
| 7.  | «Відзев» (Лодзь)                         | 4               | 7               | 3               | 1981, 1982, 1996, 1997                                                                   |
| 8.  | «Погонь» (Львів)                         | 4               | 3               | -               | 1922, 1923, 1925, 1926                                                                   |
| 9.  | «Варта» (Познань)                        | 2               | 5               | 7               | 1929, 1947                                                                               |
| 10. | «Шльонськ» (Вроцлав)                     | 2               | 4               | 3               | 1977, 2012                                                                               |
| 11. | «Полонія» (Битом)                        | 2               | 4               | 2               | 1954, 1963                                                                               |
| 12. | «Полонія» (Варшава)                      | 2               | 3               | 3               | 1946, 2000                                                                               |
| 13. | ЛКС «Лодзь»                              | 2               | 1               | 3               | 1958, 1998                                                                               |
| 13. | «Сталь» (Мелець)                         | 2               | 1               | 3               | 1973, 1976                                                                               |
| 15. | «Заглембє» (Любін)                       | 2               | 1               | 2               | 1991, 2007                                                                               |
| 16. | «Ягеллонія» Білосток                     | 1               | 2               | 2               | 2024                                                                                     |
| 17. | «Шомбєркі» (Битом)                       | 1               | 1               | 1               | 1980                                                                                     |
| 18. | «Ракув» (Ченстохова)                     | 1               | 3               | -               | 2023                                                                                     |
| 19. | «Гарбарня» (Краків)                      | 1               | 1               | -               | 1931                                                                                     |
| 20. | П'яст                                    | 1               | -               | 2               | 2019                                                                                     |
| 21. | ГКС «Катовіце»                           | -               | 4               | 4               |                                                                                          |
| 22. | «Заглембє» (Сосновець)                   | -               | 4               | 3               |                                                                                          |
| 23. | «Погонь» (Щецін)                         | -               | 2               | 3               |                                                                                          |
| 24. | «Дискоболія» (Гродзиськ-Великопольський) | -               | 2               | 1               |                                                                                          |
| 25. | АКС «Хожув»                              | -               | 1               | 3               |                                                                                          |
| 26. | «Гвардія» (Варшава)                      | -               | 1               | 2               |                                                                                          |
| 27. | 1. ФК «Катовіце»                         | -               | 1               | -               |                                                                                          |
| 27. | ГКС «Тихи»                               | -               | 1               | -               |                                                                                          |
| 27. | «Вавель» (Краків)                        | -               | 1               | -               |                                                                                          |
| 27. | ГКС «Белхатув»                           | -               | 1               | -               |                                                                                          |
| 31. | «Аміка» (Вронкі)                         | -               | -               | 2               |                                                                                          |
| 31. | «Лехія» (Гданськ)                        | -               | -               | 2               |                                                                                          |
| 33. | «Гутник» (Краків)                        | -               | -               | 1               |                                                                                          |
| 33. | «Одра» (Ополе)                           | -               | -               | 1               |                                                                                          |
| 33. | «Одра» (Водзіслав-Шльонський)            | -               | -               | 1               |                                                                                          |
| 33. | «Заглембє» (Валбжих)                     | -               | -               | 1               |                                                                                          |

## За містами
Повний список усіх клубів, які грали у найвищій лізі з поділом на міста.
| 7 клубів | Краків                    | «Вавель» (Краків), «Вісла» (Краків), «Гарбарня» (Краків), «Гутник» (Краків), «Краковія» (Краків), «Подгуже» (Краків), «Ютженка» (Краків) |
| 5 клубів | Лодзь                     | «Відзев» (Лодзь), КТ «Лодзь», ЛКС «Лодзь», ЛТС-Г «Лодзь», «Уніон-Турлінг» (Лодзь)                                                        |
| 4 клуби  | Варшава                   | «Варшав'янка» (Варшава), «Гвардія» (Варшава), «Легія» (Варшава), «Полонія» (Варшава)                                                     |
|          | Львів                     | «Гасмонея» (Львів), «Лехія» (Львів), «Погонь» (Львів), «Чарні» (Львів)                                                                   |
| 3 клуби  | Катовиці                  | 1. ФК «Катовиці», ГКС «Катовиці», «Домб» (Катовиці)                                                                                      |
|          | Познань                   | «Варта» (Познань), «Лех» (Познань), «Олімпія» (Познань)                                                                                  |
| 2 клуби  | Бидгощ                    | «Завіша» (Бидгощ), «Полонія» (Бидгощ) |
|          | Битом                     | «Полонія» (Битом), «Шомбєркі» (Битом) |
|          | Валбжих                   | «Гурник» (Валбжих), «Заглембє» (Валбжих)                                                                                                 |
|          | Гдиня                     | «Арка» (Гдиня), «Балтик» (Гдиня) |
|          | Рибник                    | «Ример» (Рибник), РОВ «Рибник» |
|          | Хожув                     | АКС «Хожув», «Рух» (Хожув) |
|          | Щецін                     | «Арконія» (Щецін), «Погонь» (Щецін) |
| 1 клуб   | Белхатув                  | ГКС «Белхатув» |
|          | Білосток                  | «Ягеллонія» (Білосток) |
|          | Вільнюс                   | «Сміглий» (Вільнюс) |
|          | Водзіслав-Шльонський      | «Одра» (Водзіслав-Шльонський) |
|          | Вронкі                    | «Аміка» (Вронкі) |
|          | Вроцлав                   | «Шльонськ» (Вроцлав) |
|          | Гданськ                   | «Лехія» (Гданськ) |
|          | Гливиці                   | «П'яст» (Гливиці) |
|          | Гродзиськ-Великопольський | «Дискоболія» (Гродзиськ-Великопольський)                                                                                                 |
|          | Дембиця                   | «Іглоополь» (Дембиця) |
|          | Забже                     | «Гурник» (Забже) |
|          | Кельці                    | «Корона» (Кельці) |
|          | Ленчна                    | «Гурник» (Ленчна) |
|          | Любін                     | «Заглембє» (Любін) |
|          | Люблін                    | «Мотор» (Люблін) |
|          | Мелець                    | «Сталь» (Мелець) |
|          | Новий-Двір-Мазовецький    | «Світ» (Новий-Двір-Мазовецький) |
|          | Ольштин                   | «Стоміл» (Ольштин) |
|          | Ополе                     | «Одра» (Ополе) |
|          | Островець-Свентокшиський  | КСЗО «Островець-Свентокшиський» |
|          | Плоцьк                    | «Вісла» (Плоцьк) |
|          | Пневи                     | «Сокул» (Пневи) |
|          | Польковіце                | «Гурник» (Польковіце) |
|          | Радлін                    | «Гурник» (Радлін) |
|          | Радом                     | «Радомяк» (Радом) |
|          | Радомсько                 | РКС «Радомсько» |
|          | Радзьонкув                | «Рух» (Радзьонкув) |
|          | Ратибор                   | «Унія» (Ратибор) |
|          | Ряшів                     | «Сталь» (Ряшів) |
|          | Свентохловиці             | «Шльонськ» (Свентохловиці) |
|          | Седльці                   | «Стшелець» (Седльці) |
|          | Сосновець                 | «Заглембє» (Сосновець) |
|          | Стальова Воля             | «Сталь» (Стальова Воля) |
|          | Тарнобжег                 | «Сярка» (Тарнобжег) |
|          | Тарнів                    | «Тарновія» (Тарнів) |
|          | Тихи                      | ГКС «Тихи» |
|          | Торунь                    | ТКС «Торунь» |
|          | Ченстохова                | «Ракув» (Ченстохова) |
|          | Явожно                    | «Щаковянка» (Явожно) |
|          | Ястшембе-Здруй            | ГКС «Ястшембе-Здруй» |